# Pseudomycoderma vini
Pseudomycoderma vini är en svampart som beskrevs av H. Will 1916. Pseudomycoderma vini ingår i släktet Pseudomycoderma, ordningen Saccharomycetales, klassen Saccharomycetes, divisionen sporsäcksvampar och riket svampar.   Inga underarter finns listade i Catalogue of Life.